# قرة قوزلو
قرة قوزلو هي قرية في مقاطعة مياندوآب، إيران. يقدر عدد سكانها بـ 707 نسمة بحسب إحصاء 2016.